# Felipe Ignacio Canga-Argüelles y Pérez de la Sala
Felipe Ignacio Canga-Argüelles y Pérez de la Sala de la Riestra y Amado (Oviedo, Asturias, 1 de julio de 1741 - Ibid. 1808 aprox.) fue un ilustrado español que ostentó diferentes cargos en la administración del Estado, entre ellos el de consejero del Consejo Real de Castilla. Fue el padre, abuelo y bisabuelo de una estirpe de políticos españoles como José Canga-Argüelles, Felipe Ignacio Canga-Argüelles Ventades y José Canga-Argüelles y Villalba.

## Biografía
En 1766 obtuvo el grado de doctor en la Universidad de Oviedo. Tras esto fue nombrado abogado de pobres en la Audiencia de Asturias y dio clases de Derecho en su domicilio. Desempeñó varios cargos en su labor de abogado y como docente universitario. Fundó la Academia de Leyes y Cánones para fomentar el debate sobre las leyes españolas de la época. Aquella academia fue el punto de partida del Colegio de Abogados y en ella se abordaban temas que no estaban presentes en los estudios oficiales. También contribuyó a modernizar los estudios jurídicos universitarios y fue directo de la Sociedad Económica de Amigos del País de Oviedo y más tarde formaría parte de la Aragón.
Ejerció el cargo de procurador y juez de la Junta General del Principado. En 1784, fue nombrado fiscal de la Audiencia de Zaragoza. En 1799 tomó posesión como consejero del Consejo de Castilla y defendió al conde de Floridablanca de la propuesta de pena capital. 
En 1798 formó parte de la Junta de Medios. Firmaría el acuerdo de 12 de agosto de 1808 tras la evacuación de las tropas francesas de Madrid, por el que se declaraban nulos los Decretos de abdicación y cesión de la Corona de España que habían firmado Carlos IV y Fernando VII en Francia.
Se casó con Paula Cifuentes y Prada y tuvieron al menos dos hijos, José y Bernabé. Fue nombrado caballero supernumerario con el uso de placa de la Real Orden de Carlos III en 1797 y recibió la Gran Cruz de la Real Orden Americana de Isabel la Católica.